# التاريخ العسكري لليونان خلال الحرب العالمية الثانية

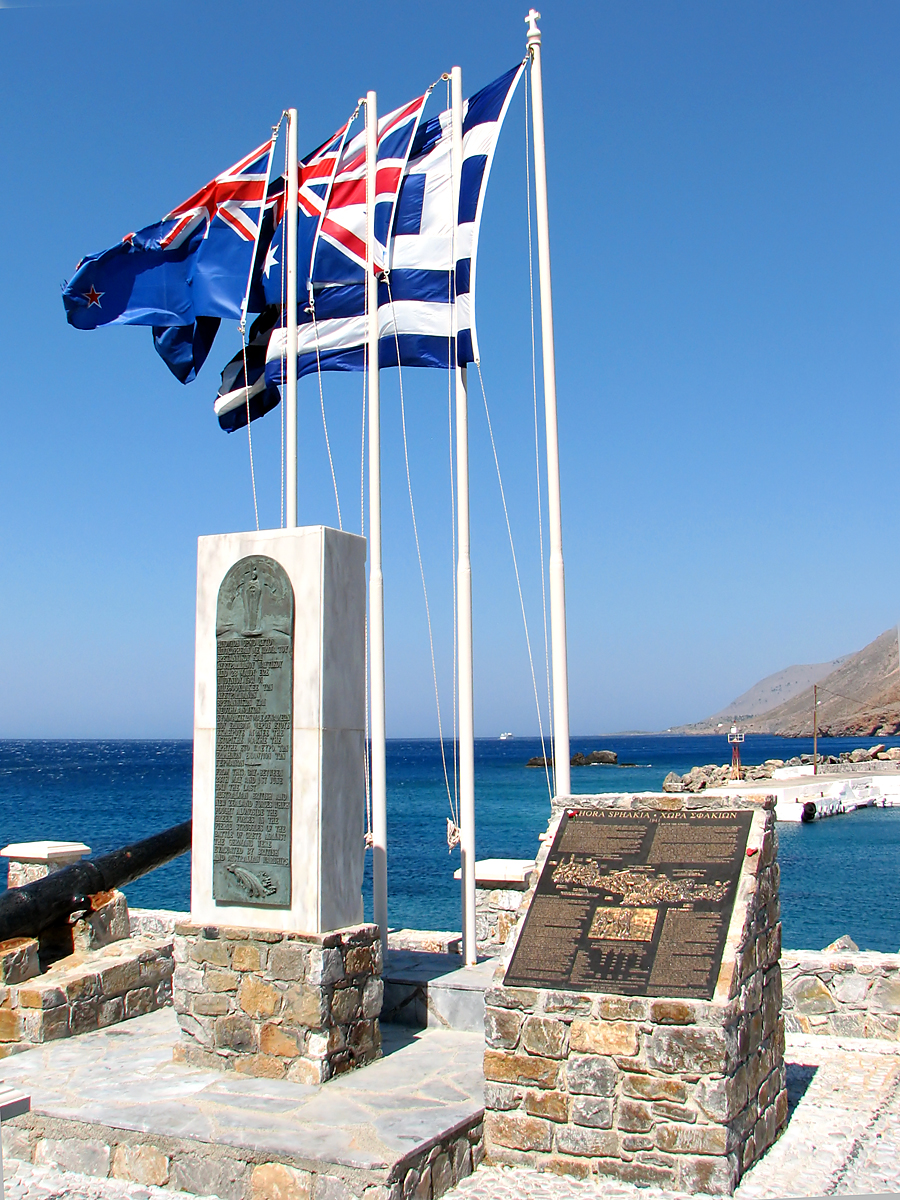
نصب تخليدًا لمعركة كريت في سفاكيا يحمل أعلام الدول الأربعة التي قاتلت قوات احتلال المحور دفاعًا عن الجزيرة (اليونان والمملكة المتحدة وأستراليا ونيوزيلندا)

بدأ التاريخ العسكري لليونان خلال الحرب العالمية الثانية في 28 أكتوبر 1940، عندما غزا الجيش الإيطالي اليونان من ألبانيا، واندلعت الحرب اليونانية الإيطالية. تمكن الجيش اليوناني من وقف الغزو مؤقتًا ودفع الإيطاليين مرة أخرى إلى ألبانيا. أجبرت الانتصارات اليونانية ألمانيا النازية على التدخل. غزا الألمان اليونان ويوغوسلافيا في 6 أبريل 1941، واجتاحوا البلدين في غضون شهر، على الرغم من أن بريطانيا ساعدت اليونان بإرسال فيلق المشاة. تمّ غزو اليونان في مايو والاستيلاء على كريت بإنزال جوي، على الرغم من أن الفالشيرم يجر (المظليين الألمان) تكبدوا خسائر كبيرة في هذه العملية، ما جعلت القيادة العليا للفيرماخت (الأوبركوماندو دير فيرماخت) تتخلى عن العمليات المجوقلة على نطاق واسع للفترة المتبقية من الحرب. يعتقد بعض المؤرخين أن تحويل الموارد الألمانية في البلقان أخّر إطلاق غزو الاتحاد السوفيتي بشهر كارثي، إذ فشل الجيش الألماني في السيطرة على موسكو.
جرى احتلال اليونان وتقسيمها بين ألمانيا وإيطاليا وبلغاريا، بينما هرب الملك والحكومة إلى المنفى في مصر. سحقت دول المحور المحاولات الأولى للمقاومة المسلحة في صيف عام 1941، لكن حركة المقاومة بدأت مرة أخرى في عام 1942 ونمت نموًّا كبير في عامي 1943 و 1944، وحررت أجزاء كبيرة من المناطق الجبلية الداخلية للبلاد وقيّدت قوات دول المحور. ومع ذلك، أدت التوترات السياسية بين جماعات المقاومة إلى اندلاع نزاع أهلي بينها في أواخر عام 1943، واستمر حتى ربيع عام 1944. شكّلت الحكومة اليونانية المنفية أيضًا قوات مسلحة خاصة بها خدمت وقاتلت إلى جانب البريطانيين في الشرق الأوسط وشمال إفريقيا وإيطاليا. كانت مساهمة البحرية اليونانية والبحرية التجارية، على وجه الخصوص، ذات أهمية خاصة لقضية الحلفاء.[بحاجة لمصدر]
حُرّر البر الرئيسي لليونان في أكتوبر 1944 مع الانسحاب الألماني في مواجهة الجيش الأحمر المتقدم، في حين استمرت الحاميات الألمانية في الصمود في الجزر الإيجية حتى بعد نهاية الحرب. دُمّرت البلاد بسبب الحرب والاحتلال، وانهار اقتصادها وبنيتها التحتية. تكبّدت اليونان أكثر من 400 ألف قتيل في أثناء الاحتلال، وقُضي بالكامل تقريبًا على المجتمع اليهودي في البلاد في الهولوكوست. بحلول عام 1946، اندلعت حرب أهلية طاحنة بين الحكومة المحافظة التي ترعاها بريطانيا والولايات المتحدة والعصابات اليسارية، واستمرت حتى عام 1949.

## الحرب اليونانية الإيطالية

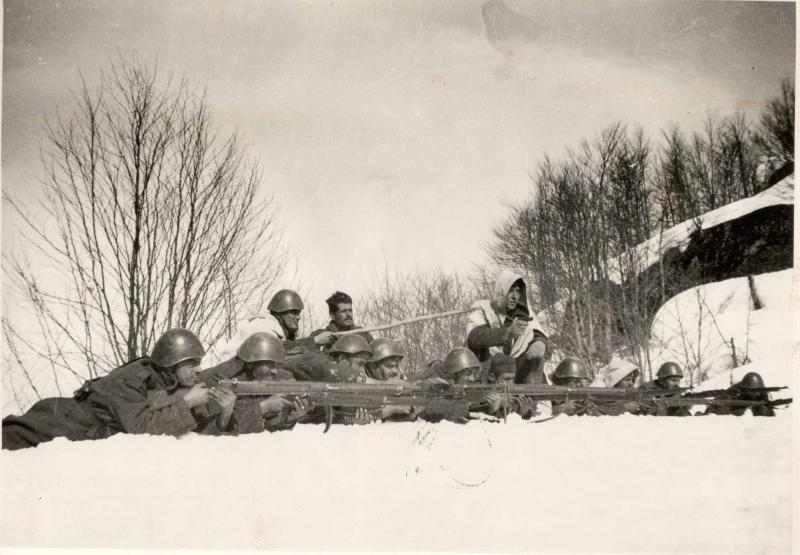
عناصر من القوات اليونانية خلال هجوم الربيع الإيطالي

أُوقف الغزو الإيطالي القادم من ألبانيا في 28 أكتوبر 1940، بعد تحقيق مكاسب أولية بسيطة، بفضل دفاع القوات اليونانية الحازم في المعارك على جبهة إليا-كالاماس وجبال بيندوس. إن عدم رغبة بلغاريا في مهاجمة اليونان كما كان يأمل الإيطاليون، أتاح للقيادة العليا اليونانية نقل معظم فرق التعبئة المخصصة لتحصين مقدونيا إلى الجبهة، حيث لعبت دورًا كبيرًا في الهجوم المضاد اليوناني الذي بدأ في 14 نوفمبر. عبرت القوات اليونانية الحدود إلى ألبانيا وسيطرت على مدينة تلو أخرى رغم الشتاء القارس وعدم كفاية الإمدادات والتفوق الجوي الإيطالي. بحلول منتصف يناير، كانت القوات اليونانية قد احتلت ربع ألبانيا، لكن الهجوم وصل إلى طريق مسدود قبل أن يحقّق هدفه، ميناء فلوره.
دفع هذا الوضع ألمانيا إلى إنقاذ حليفتها في قوى المحور. ومع ذلك، وفقًا للمؤرخَين ستوكينغز وهانكوك لم يرغب هتلر قط في التدخل في شؤون البلقان. وهما يزعمان في كتابهما، الصليب المعقوف على الأكروبوليس (2013)، إن غزو اليونان كان «ردًّا مترددًا على التدخل البريطاني» أكثر منه مساعدةً لحليفتها في قوى المحور. في محاولة أخيرة لاستعادة المكانة الإيطالية قبل التدخل الألماني، أشرف موسوليني شخصيًّا على شن هجوم مضاد ضد القطاع الرئيسي في كليسورا في 9 مارس 1941. على الرغم من القصف المدفعي الكثيف وتوظيف العديد من الفرق في جبهة ضيقة، فشل الهجوم في تحقيق أي تقدّم وأُلغي بعد أسبوعين تقريبًا.
ولكن بحلول 13 أبريل، بدأت الجبهة الإيطالية في ألبانيا بالتحرك أخيرًا، مدفوعة بالهجوم المشترك الإيطالي الألماني. وضع اليونانيون دفاعًا قويًا وقاتلوا بحماس. ومع ذلك، أُجبروا بعد بضعة أيام على التراجع وخسروا الكثير من أراضيهم الألبانية التي حصلوا عليها بشقّ الأنفس. ظهرت وحدات البيرساغلييري الإيطالية ودخلت سهل كورتشي، ولكن على الرغم من أن حقول الألغام وحواجز الطرق عرقلت عبورها إلى الأراضي اليونانية، إلا أن أفرادها ترجّلوا عن شاحناتهم واستمروا في التقدم على الدراجات. مع أن الجيش اليوناني في إقليم إبيروس كان خائر القوى، «لم يكن التقدّم الإيطالي سوى لحاق بفلول العدو المهزوم المنسحب».

## الغزو الألماني

خريطة توضح مراحل الاحتلال اليوناني لليونان

بدأ الهجوم الألماني الذي طال انتظاره في 6 أبريل 1941، ضد كل من اليونان ويوغوسلافيا. انتهت «معركة اليونان» بسقوط كالاماتا في البيلوبونيز في 30 أبريل، وإخلاء قوة الكومنولث الاستكشافية واحتلال قوى المحور الكامل للبر الرئيسي اليوناني.
جاء الهجوم الأولي ضد المواقع اليونانية على «خط متاكساس» (19 حصنًا في مقدونيا الشرقية بين جبل بيليس ونهر نستوس وحصنان آخران غرب تراقيا). أُطلق الهجوم من الأراضي البلغارية مدعومًا بالمدفعية والطائرات القاذفة. أبدت الحصون مقاومة شجاعة وحازمة تحت قيادة الجنرال كونستانتينوس باكوبولوس، ولكنها كانت عقيمة في النهاية. أتاح انهيار يوغوسلافيا السريع لفرقة بانزر الثانية (التي انطلقت من وادي ستروميكا في بلغاريا، وتقدّمت عبر الأراضي اليوغوسلافية واتجهت جنوبًا على طول وادي نهر فاردار) تجاوز الدفاعات والاستيلاء على مدينة سلانيك الساحلية المهمة في 9 أبريل. نتيجة لذلك، عُزلت القوات اليونانية التي تحرس الحصون (قسم الجيش في مقدونيا الشرقية) فمنحتها القيادة العليا اليونانية الإذن بالاستسلام. تمّ الاستسلام في اليوم التالي، 10 أبريل، في نفس اليوم الذي عبرت فيه القوات الألمانية الحدود اليوغوسلافية اليونانية بالقرب من فلورينا في مقدونيا الغربية، بعد أن هزمت المقاومةَ في جنوب يوغوسلافيا. اخترق الألمان مواقع الكومنولث الدفاعية (فرقتان ولواء واحد) والمواقع الدفاعية اليونانية (فرقتان) في منطقة كليدي في 11/12 أبريل، وانتقلوا إلى الجنوب والجنوب الغربي.
في أثناء ملاحقة البريطانيين جنوبًا، هدّدت الحركة الجنوبية الغربية الجزء الخلفي من الجزء الأكبر للجيش اليوناني (14 فرقة) الذي كان يواجه الإيطاليين على الجبهة الألبانية. تأخر الجيش حتى بدأ التراجع جنوبًا، أولًا تراجع جناحه الشمالي الشرقي في 12 أبريل، وأخيرًا الجناح الجنوبي الغربي في 17 أبريل. لكن التوجه الألماني نحو كاستوريا في 15 أبريل جعل الوضع حرجًا، إذ هدّد بقطع انسحاب القوات اليونانية. بدأ الجنرالات على الجبهة باستكشاف إمكانية الاستسلام (للألمان فقط)، على الرغم من إصرار القيادة العليا على مواصلة القتال لتغطية الانسحاب البريطاني.
في هذا الحدث، تمرّد العديد من الجنرالات بقيادة الفريق جورجيوس تسولاكوغلو في 20 أبريل، وأمسكوا بزمام الأمور، إذ وقّعوا على بروتوكول الاستسلام مع قائد فرقة لايبشتاندارته أدولف هتلر بالقرب من ميتسوفو نفس يوم. وأعقبه توقيع بروتوكول ثان في يوانينا في اليوم التالي (بتمثيل إيطالي هذه المرة) وواحد أخير في سلانيك بين المتحاربين الثلاثة في 23 أبريل. في نفس اليوم في أثينا، استقال الفريق أ. باباغوس من منصبه كقائد أعلى بينما انطلق الملك وحكومته إلى كريت. في نفس الوقت تقريبًا، اتخذت قوات الكومنولث موقفًا أخيرًا في ثيرموبيلاي قبل انسحابها النهائي إلى موانئ بيلوبونيز لإجلائها إلى كريت أو مصر. استولت القوات الألمانية على جسور قناة كورنث، ودخلت أثينا في 27 أبريل، واستكملت -إلى جانب الإيطاليين والبلغاريين- احتلالها للبر الرئيسي ومعظم الجزر بحلول نهاية الشهر.